# Dacia Duster Concept
Dacia Duster este un concept proiectat de Renault Design Europa Centrală în 2009 și prezentat în același an la Salonul Auto de la Geneva. Acest automobil concept se adresează nevoilor unei familii, cu o cabină de pasageri încăpătoare.
Dacia Duster este primul automobil concept făcut în totalitate de către Dacia.

## Utilizări anterioare ale numelui
Dacia Duster a fost numele folosit pentru a vinde ARO 10 pe anumite piețe, precum cea din Regatul Unit.